# Bubuk
Bubuk is een bestuurslaag in het regentschap Banyuwangi van de provincie Oost-Java, Indonesië. Bubuk telt 4149 inwoners (volkstelling 2010).